# Kostel Notre-Dame-d'Auteuil
Kostel Notre-Dame-d'Auteuil (tj. Panny Marie v Auteuil) je katolický farní kostel v 16. obvodu v Paříži, na náměstí Place d'Auteuil. Kostel je zasvěcen Panně Marii a pojmenován po bývalé obci Auteuil. Kostel měří 63 metrů na délku a jeho věž je vysoká 50 m.

## Historie
Původní vesnice Auteuil měla vlastní farnost. V 11. století zde vznikl románský kostel, který byl ve 14. století nahrazen jiným kostelem. Současný kostel byl postaven v letech 1877–1892 v novorománsko-novobyzantském stylu podle plánů diecézního architekta Josepha Augusta Émila Vaudremera (1829–1914).
Původní varhany, které vyrobil vyrobil Aristide Cavaillé-Coll, byly přeneseny do Palais du Trocadéro, a Cavaillé-Coll vytvořil pro kostel nové.